# Camforosmòidies
Camphorosmoideae és una subfamília de plantes dins la família Amaranthaceae, abans ubicada dins la família Chenopodiaceae. Les espècies de Camphorosmoideae es distribuïxen per Austràlia (prop de 147 espècies), Euràsia incloent Àfrica del Nord (unes 27 espècies), Àfrica del Sud (3 espècies) i Amèrica del Nord (2 espècies), amb unes poques espècies a tot el món. Creixen en estepes i semideserts.
La majoria de les espècies de Camphorosmoideae són subarbusts o plantes anuals. Difereixen de la subfamília Salsoloideae pel fet de no tenir bractoles. Els grans de pol·len són molt grossos.

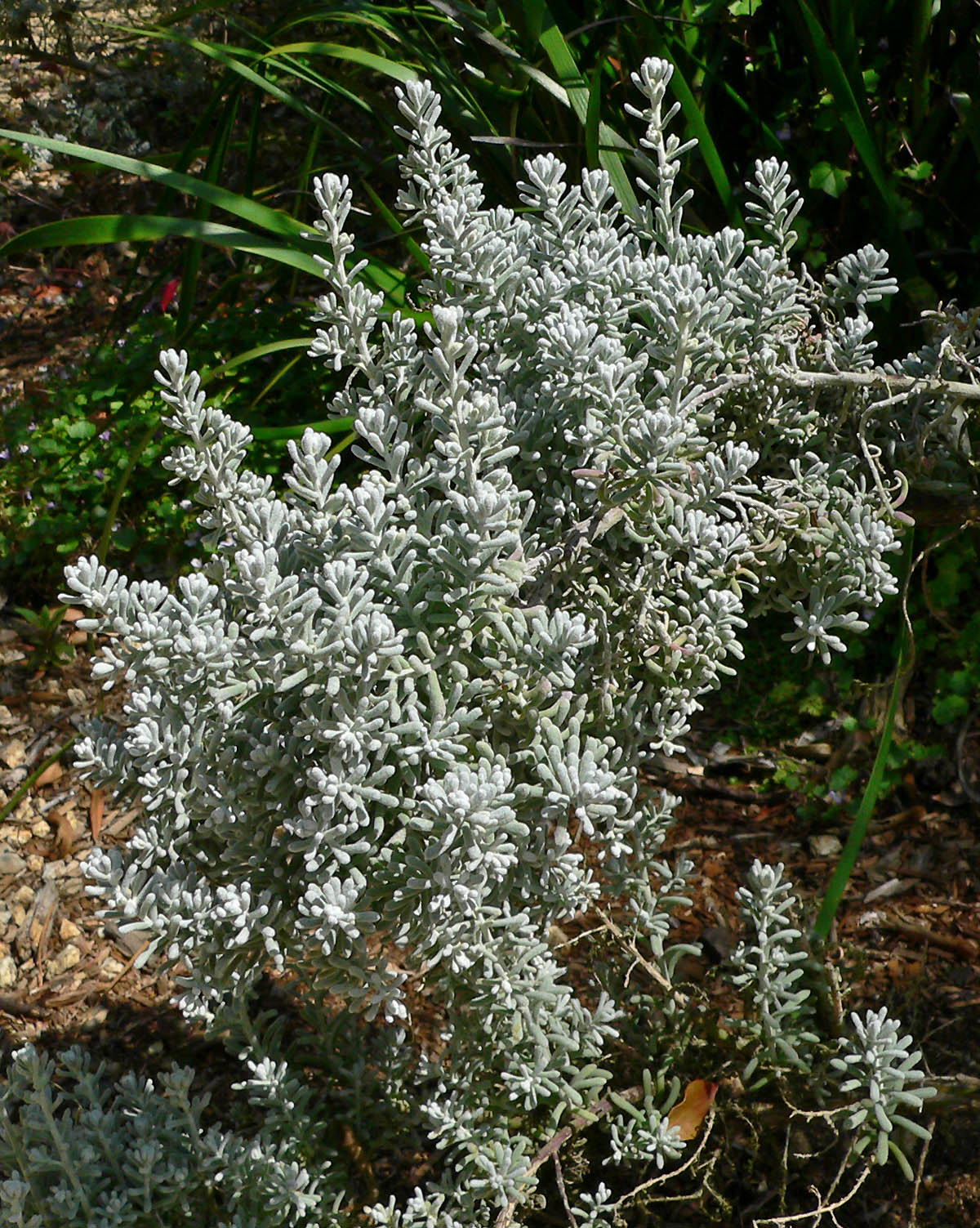
Maireana sedifolia

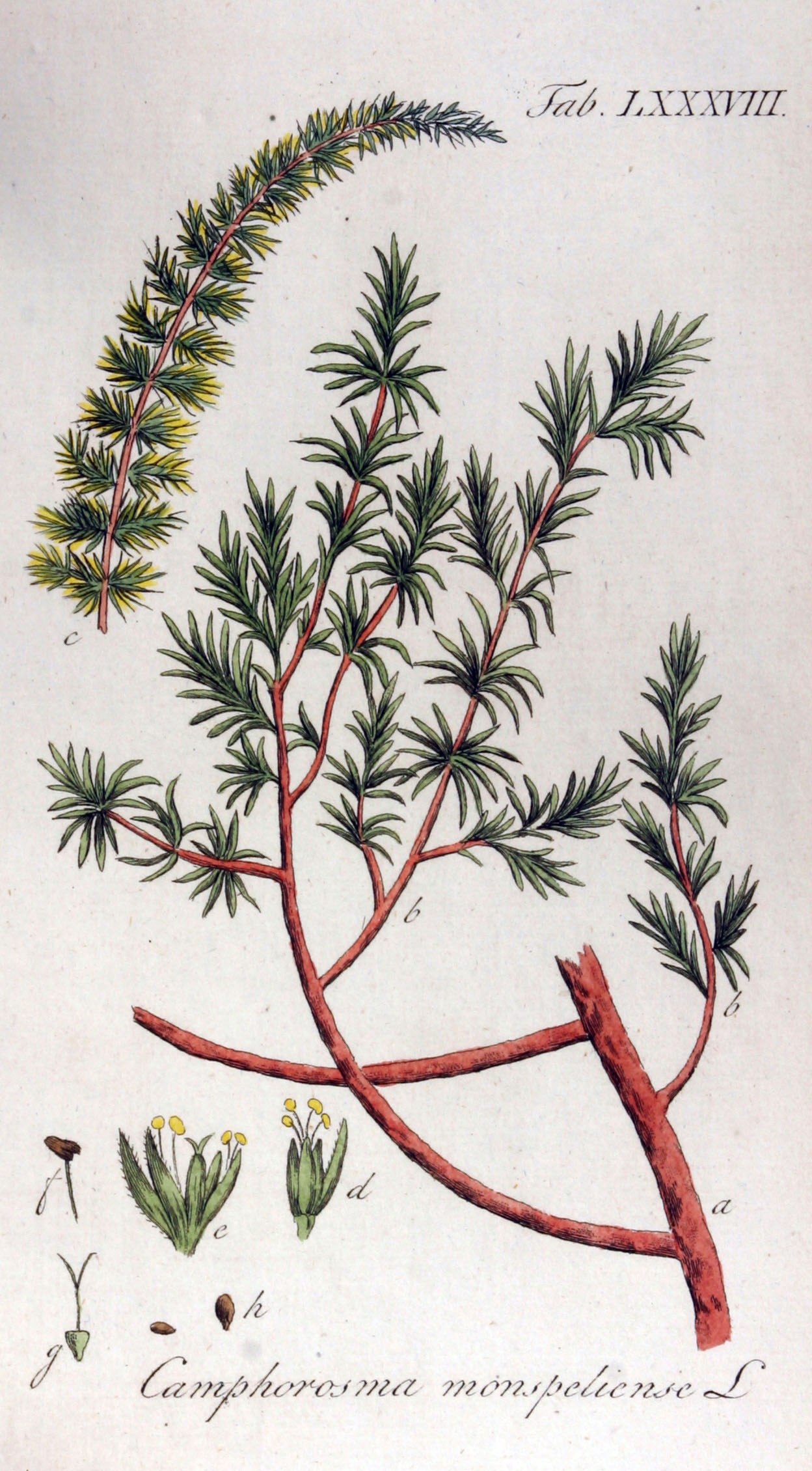
Camphorosma monspeliaca.

Les espècies del Chenolea-Clade i Sclerolaena-Clade Tenen un metabolisme de fixació del carboni del tipus C3. En el Bassia/Camphorosma-Clade, ho són del C4, exceptuant una espècie que és intermèdia entre C3 i C4.
Aquesta subfamília va evolucionar des del Miocè primerenc i es va estendre d'Euràsia a Austràlia, Amèrica del Nord i com a mínim dues vegades a Àfrica del Sud.

## Tipus d'hàbitats
Les espècies de camforosmòidies creixen en diferents hàbitats, com ara ribes, maresmes salobroses i deserts en clima mediterrani, fins a boscos, estepes i deserts en climes amb pluges d'estiu, des del Sàhara fins a la zona alpina de l'Àsia central. Molt sovint creixen en llocs secs, salins o alterats (ruderals).

## Gèneres
20 gèneres amb unes 179 espècies. D'aquests als Països Catalans se n'ha descrit tres, segons les fonts: Camphorosma amb una espècie (la camforada) i (segons el criteri de la Flora dels Països Catalans) Bassia que té dos espècies als PPCC (Bassia hyssopifolia  i Bassia hirsuta ) i Kochia (amb Kochia prostrata  i Kochia scoparia , encara que en altres fonts documentals (potser més modernes) consideren aquests taxons de manera diferent (veure Bassia).
- Chenolea-Clade: amb 5 espècies disjuntes
  - Chenolea Thunb., amb una espècie
    - Chenolea diffusa Thunb., a Àfrica del Sud

  - Eokochia Freitag & G. Kadereit, amb una espècie
    - Eokochia saxicola (Guss.) Freitag & G. Kadereit al Mediterrani central

  - Neokochia (Ulbr.) G.L. Chu & S.C. Sand., 2 espècies d'Amèrica del Nord
    - Neokochia americana (S. Watson) G.L. Chu & S.C. Sand.
    - Neokochia californica (S. Watson) G.L. Chu & S.C. Sand.

  - Spirobassia Freitag & G. Kadereit, with one species
    - Spirobassia hirsuta (L.) Freitag & G. Kadereit, del nord al sud del Mediterrani fins al sud de Sibèria.
- Sclerolaena-Clade: amb unes 147 espècies a Austràlia i 3 espècies a Àsia central
  - Didymanthus Endl., amb una espècie
  - Dissocarpus F.Muell.,with 4 espècies
  - Enchylaena R.Br.,
  - Eremophea PaulG.Wilson, a
  - Eriochiton (R.H.Anderson) A.J.Scott,
  - Grubovia Freitag & G. Kadereit, Àsia central
  - Maireana Moq.,
  - Malacocera R.H.Anderson,
  - Neobassia A.J.Scott,
  - Osteocarpum F.Muell.,
  - Roycea C.A.Gardner,
  - Sclerolaena R.Br. (incl. Sclerochlamys F.Muell., Stelligera A.J.Scott), amb 64 espècies a Austràlia
  - Threlkeldia R.Br.,
- Bassia/Camphorosma-Clade: àmpliament distribuïda a Euràsia i Àfrica del Sud
  - Bassia All., (Syn. Kochia, Londesia, Panderia, Kirilowia, Chenoleioides), amb unes 20 espècies, de l'oest del Mediterrani a Àsia oriental
  - Camphorosma L., 4 espècies, de l'oest del Mediterrani a Àsia central
  - Sedobassia Freitag & G. Kadereit, una espècie
    - Sedobassia sedoides (Pall.) Freitag & G. Kadereit, d'Hongria a Sibèria